# دومينيكو روسي (مهندس معماري)
دومينيكو روسي هو مهندس معماري سويسري، ولد في 28 ديسمبر 1657 في مورکوت ‏ في سويسرا، وتوفي في 8 مارس 1737 في البندقية في إيطاليا.